# Kremnitzschneidmühle
Kremnitzschneidmühle ist eine Wüstung auf dem Gemeindegebiet der Gemeinde Wilhelmsthal im Landkreis Kronach (Oberfranken, Bayern).

## Geographie
Die Einöde lag auf einer Höhe von 423 m ü. NHN an der Kremnitz.

## Geschichte
Kremnitzschneidmühle gehörte zur Realgemeinde Lahm. Gegen Ende des 18. Jahrhunderts bestand der Ort aus einem Anwesen. Das Hochgericht übte das bambergische Centamt Kronach aus. Die Schneidmühle hatte das Kastenamt Kronach als Grundherrn.
Mit dem Gemeindeedikt wurde Kremnitzschneidmühle dem 1808 gebildeten Steuerdistrikt Lahm und der 1818 gebildeten Ruralgemeinde Lahm zugewiesen. Laut des amtlichen Ortsverzeichnisses von 1928 war das Hauptgebäude abgebrannt. In einer topographischen Karte von 1906 ist das Anwesen noch verzeichnet, so dass davon ausgegangen werden kann, dass der Ort in diesem Zeitraum abgegangen ist. In einer topographischen Karte von 1940 wird der Ortsname zwar noch angegeben, jedoch fehlt das Hauptgebäude.

### Einwohnerentwicklung
| Jahr      | 001818 | 001861 | 001871 | 001885 | 001900 | 001925 |
| Einwohner |        | 5      | 6      | 8      | 4      | 0      |
| Häuser    | 1      |        |        | 1      | 1      | 0      |
| Quelle    | [ 3 ]  | [ 8 ]  | [ 9 ]  | [ 10 ] | [ 11 ] | [ 4 ]  |

## Religion
Der Ort war ursprünglich rein katholisch und nach St. Ägidius (Lahm) gepfarrt.

## Weblink
- Kremnitzschneidmühle in der Ortsdatenbank des bavarikon, abgerufen am 20. August 2021.